# Orthetrum poecilops ssp. miyajimaense
Orthetrum poecilops ssp. miyajimaense је подврста класе Insecta која припада реду Odonata. 

## Угроженост
Ова врста се сматра угроженом.

## Распрострањење
Јапан је једино познато природно станиште врсте.

## Станиште
Станиште врсте су слатководна подручја.